# Tum Milo Toh Sahi
Pour plus de détails, voir Fiche technique et Distribution.
Tum Milo Toh Sahi est un drame du cinéma indien, en langue hindoue, réalisé en 2010, par Kabir Sadanand (en). Le film met en vedette Dimple Kapadia,  Nana Patekar, Sunil Shetty, Vidya Malavade (en), Rehan Khan (en) et Anjana Sukhani (en). Il est sorti le 2 avril 2010.

## Synopsis
Tum Milo To Sahi est l'histoire de gens ordinaires, à différents stades de leur vie, qui découvrent que « leurs racines se sont entrelacées de manière si inséparable qu'ils sont devenus un seul arbre et non deux ! ». Le film tourne autour de « l'art et de l'heureux hasard », qui arrive à trois couples différents à trois étapes différentes de la vie - fin de l'adolescence, mi-trentaine et fin de la cinquantaine. Les trois couples sont soit dans « l'essoufflement d'être amoureux », soit en manque de « cette excitation ». Où qu'ils soient au départ, le voyage de la vie leur fait découvrir le véritable amour - celui qui reste après que « être amoureux » a brûlé. Tum Milo To Sahi est un regard sur la façon dont cet amour transforme la vie de ces gens ordinaires.

## Fiche technique
Sauf indication contraire, les informations mentionnées dans cette section peuvent être confirmées par la base de données cinématographiques IMDb,  présente dans la section « Liens externes ».
- Titre : Tum Milo Toh Sahi
- Réalisation : Kabir Sadanand (en)
- Scénario : Kabir Sadanand (en) - Sameer Siddiqui (en) - Rajen Makhijani
- Production : Fourth Wall Entertainment
- Langue : Hindi
- Genre : Drame
- Durée : 128 minutes (2 h 08)
- Date de sortie en salles :
  - Inde : 2 avril 2010